# Анапський маяк
Анапский маяк — маяк, розташований в Анапі, Росія, на березі Чорного моря.

## Історія
Був закладений 14 липня 1898 року на Анапському мисі. Будівництвом комплексу, яке тривало десять років, керував молодший інженер-будівельник Євстигнєєв. 20 жовтня 1909 року маяк запрацював.
Під час Другої Світової війни Анапа була захоплена фашистами, які при відступі маяк зруйнували.
Відновлення маяка почалося в 1955 році. В даний час він має восьмигранну вежу (висота 21 метр) з трьома чорними горизонтальними смугами. Висота центрального вогню над рівнем моря — 43 метра. Світло вогню — червоний, групопроблисковий; дальність дії — 18,5 миль.
Є визначною пам'яткою міста.